# Ebbrittoniella gestroi
Ebbrittoniella gestroi är en skalbaggsart som beskrevs av Renaud Maurice Adrien Paulian 1942. Ebbrittoniella gestroi ingår i släktet Ebbrittoniella och familjen Hybosoridae. Inga underarter finns listade i Catalogue of Life.